# إيفان نيوتن
إيفان نيوتن (بالإنجليزية: Evan Newton)‏ (1 أبريل 1988 بفرجينيا بيتش في الولايات المتحدة - ) هو لاعب كرة قدم أمريكي في مركز حراسة المرمى. شارك مع منتخب الولايات المتحدة تحت 17 سنة لكرة القدم. أما مع النوادي، فقد لعب مع سان خوسيه إيرثكويكس وهيوستن دينامو وTampa Bay Rowdies ‏ وفينيكس راسينغ واوكلاهوما سيتي أنرجي وVirginia Beach Piranhas ‏ وIMG Academy Bradenton ‏ ونادي ساكارامينتو ريببلك.

## وصلات خارجية
- إيفان نيوتن على موقع الدوري الأمريكي (الإنجليزية)
- إيفان نيوتن على موقع إي إس بي إن إف سي (الإنجليزية)
- إيفان نيوتن على موقع قاعدة بيانات كرة القدم.إي يو (الإنجليزية)
- إيفان نيوتن على موقع عالم كرة القدم.نت (الإنجليزية)